# Карреньо де Миранда, Хуан
Хуа́н Карре́ньо де Мира́нда (исп. Juan Carreño de Miranda; 25 марта 1614, Авилес — 3 октября 1685, Мадрид) — испанский художник эпохи барокко.

## Биография
Родился в Авилесе, в Астурии, сын художника с тем же именем. Прошел обучение в Мадриде в конце 1620-х годов как ученик Педро де Лас Куэваса и Бартоломе Романа. Дворянин по происхождению, он хорошо понимал внутреннюю структуру и психологию королевского двора.
В 1669 году Миранда был назначен придворным художником. В 1671 году — главным придворным живописцем. В правление Карлоса II он играл роль, аналогичную роли Веласкеса при Филиппе IV.

## Творчество
До поступления на королевскую службу, работал преимущественно в жанре религиозной живописи. В Прадо находится его «Святой Себастьян» (1656), где необычайная выразительность сочетается с мягкой и чувственной венецианской манерой, а также «Воспитание девы Марии», написанное позднее, но в схожей манере.
Его портреты испанской королевской семьи носят документальный характер. В них сочетается суровая сдержанность Веласкеса с более элегантной и светской манерой ван Дейка. Лица при этом всегда выписаны с исключительной тщательностью.
Произведения Карреньо де Миранды демонстрируют неизбежную зависимость от творчества его великого предшественника. Сказывается это в основном в некоторых внешних приемах, заимствованных у Веласкеса, что, например, заметно, в женских портретах — таких, как «Портрет маркизы Санта-Крус» или «Портрет графини Монтерей». Однако в работах Карреньо также заметно влияние творчества Рубенса и ван Дейка. Особенно явственно это влияние проявляется в мужских портретах художника, например, «Портрете герцога Пастраны» (1666—1670; Прадо).
Картины же, изображающие более высокопоставленную особу — короля Карла II Карреньо пишет с меньшей «английской» вольностью, обращаясь к традициям, заложенным ещё Антонисом Мором.

## Галерея

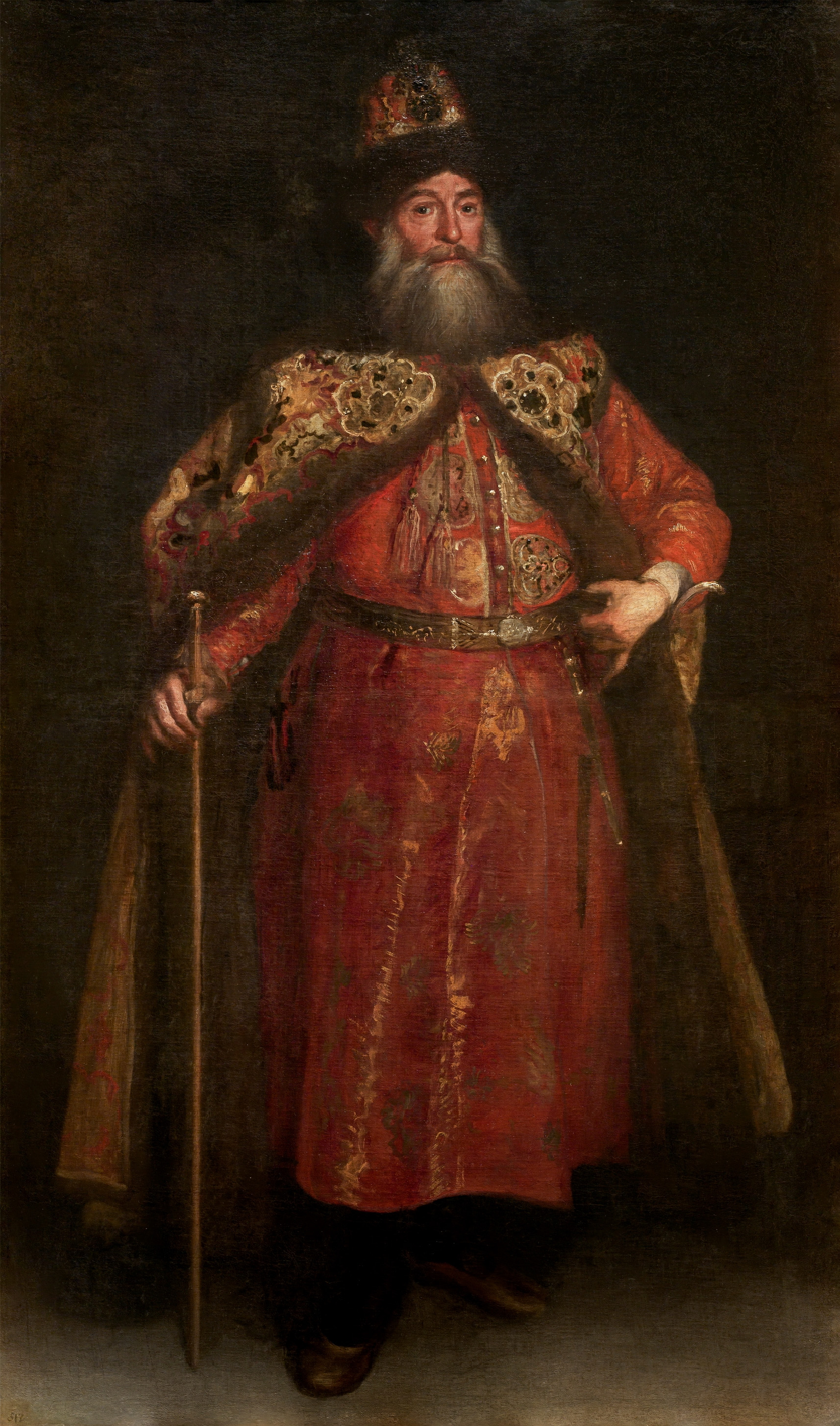
Портрет русского посла Петра Потёмкина, 1681—1682, Прадо, Мадрид
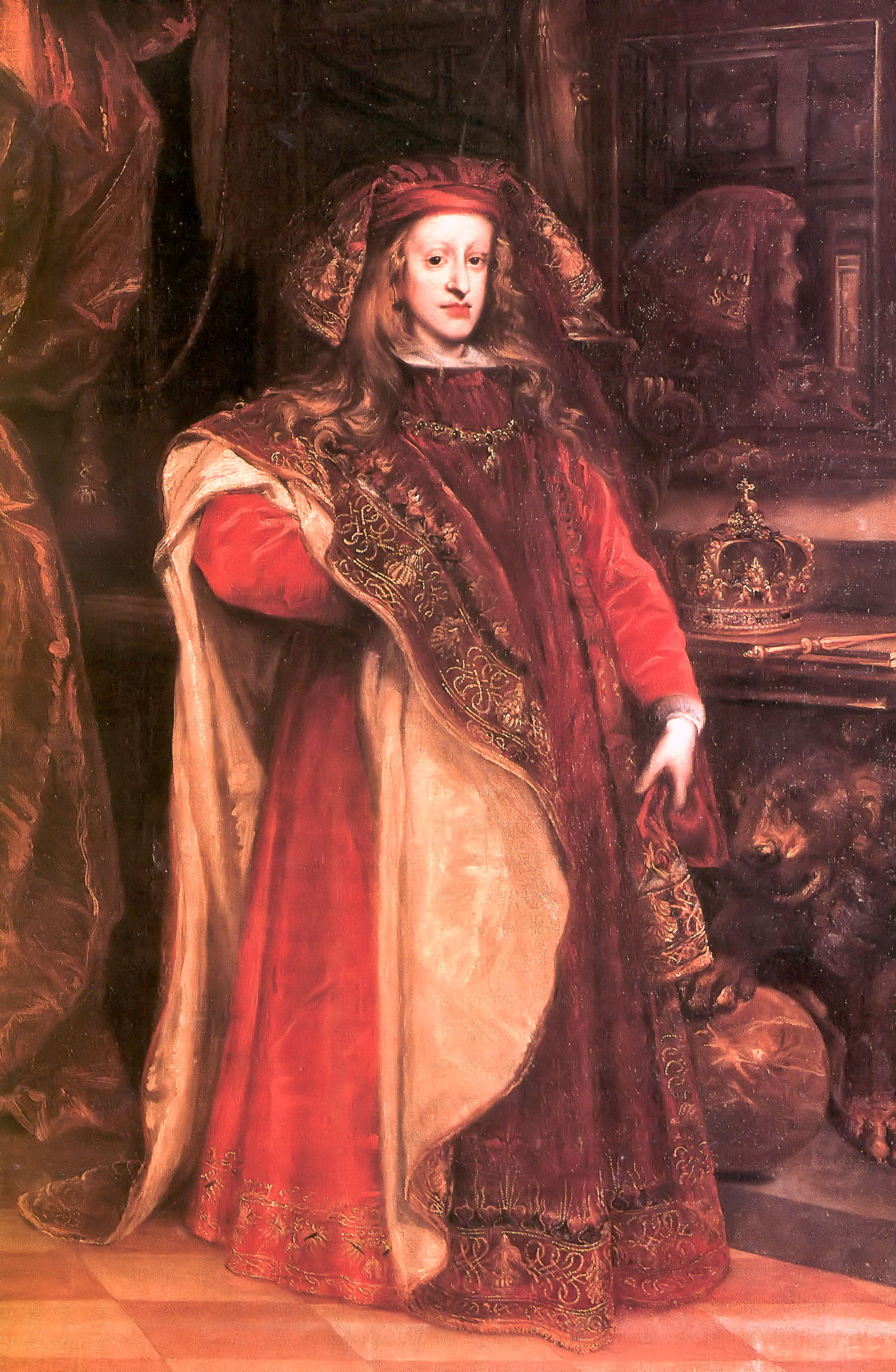
Портрет короля Испании Карла II в облачении великого магистра ордена Золотого Руна
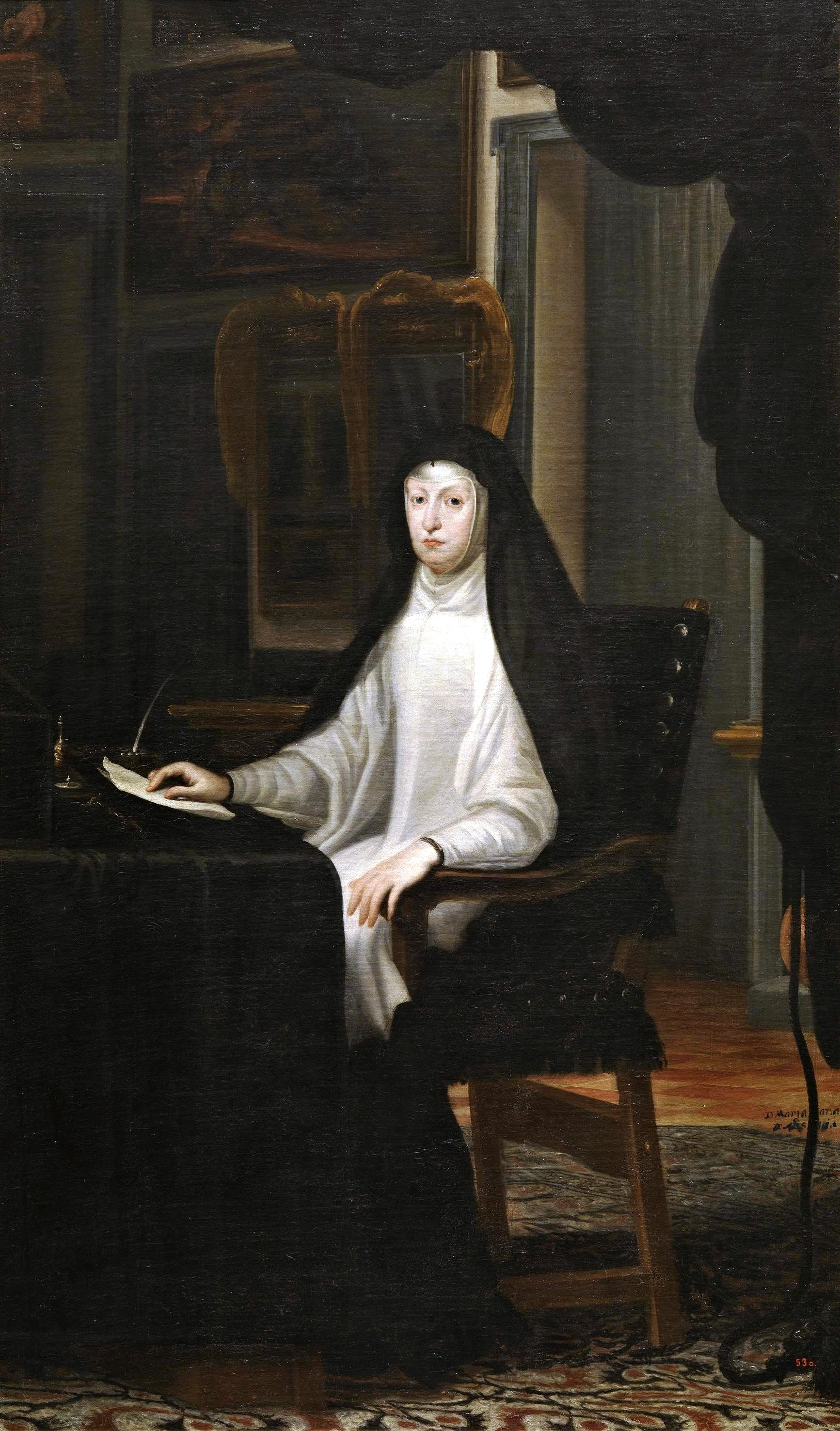
Портрет королевы-матери Марианны Австрийской в трауре, 1669, Прадо
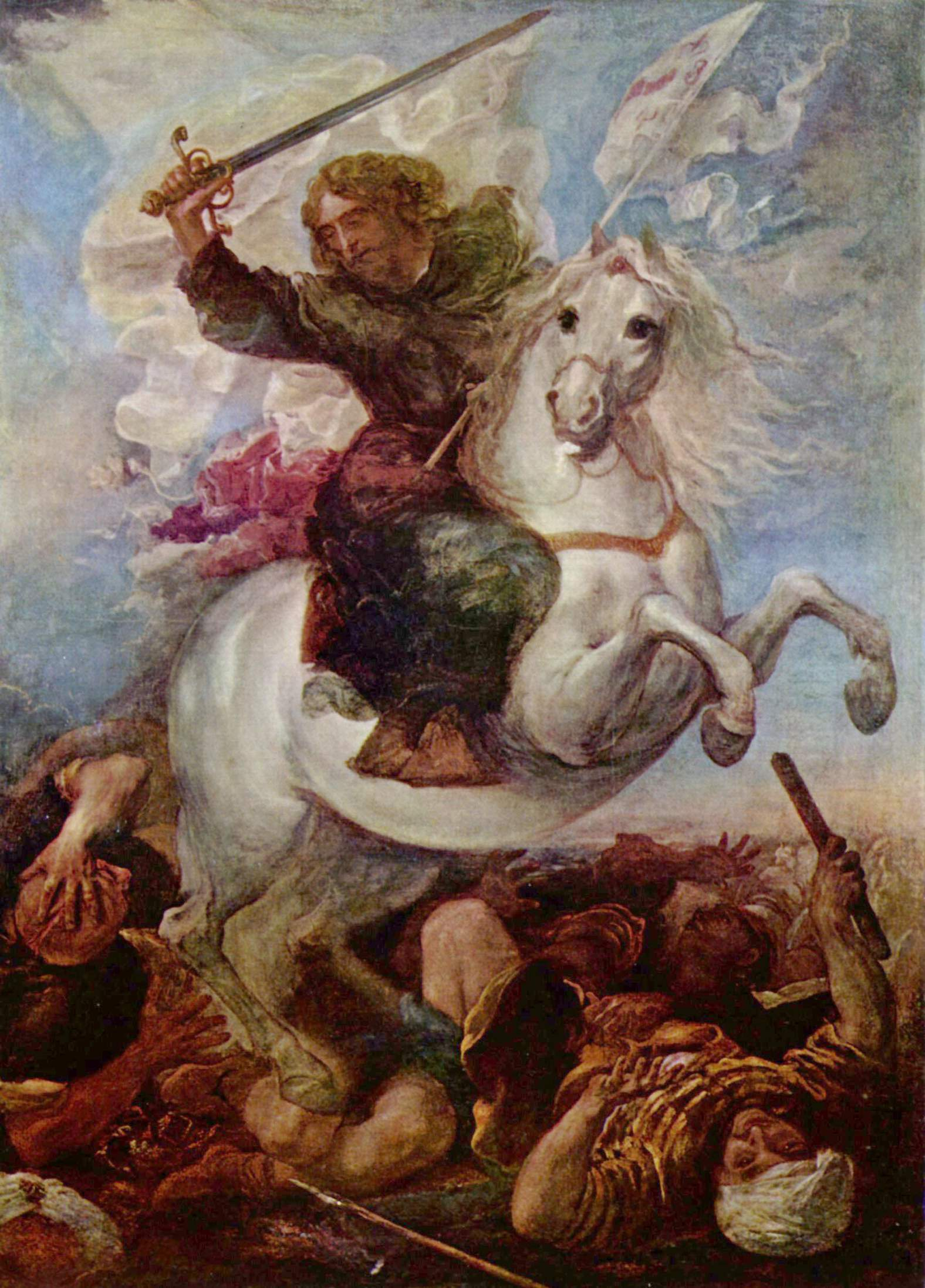
Победа святого Сантьяго над неверными, Музей изящных искусств, Будапешт
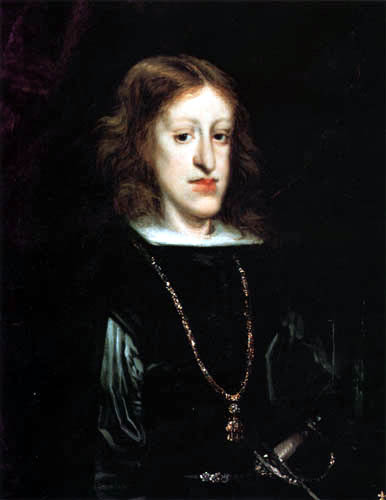
Портрет Карла II
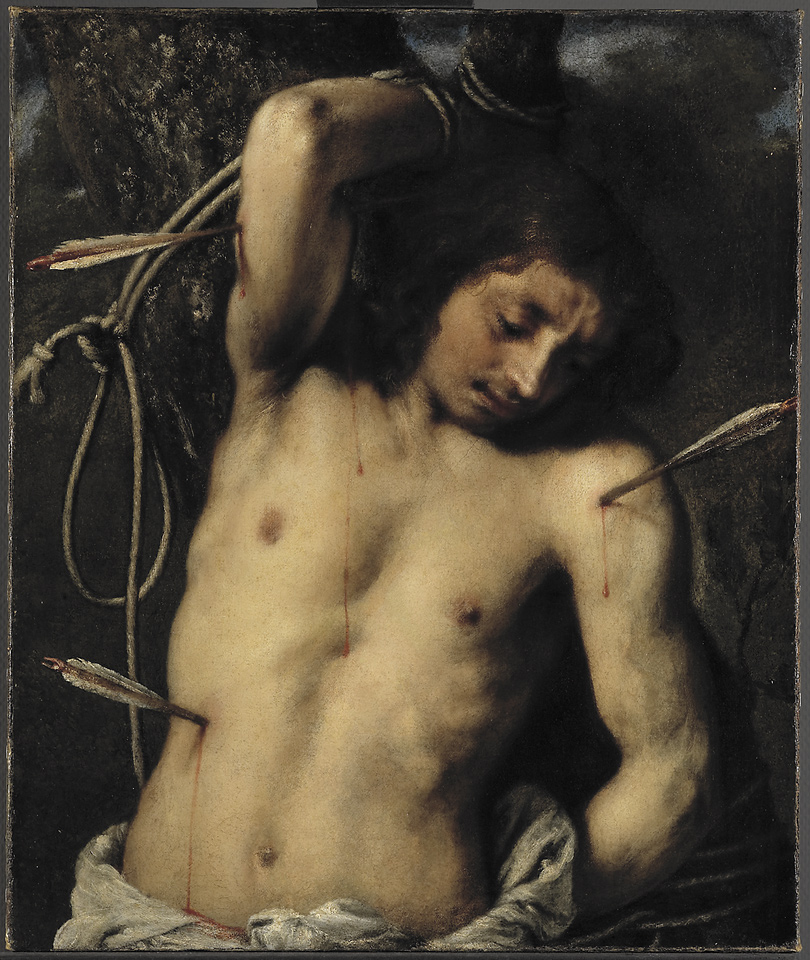
Святой Себастьян, Рейксмюсеум, Амстердам
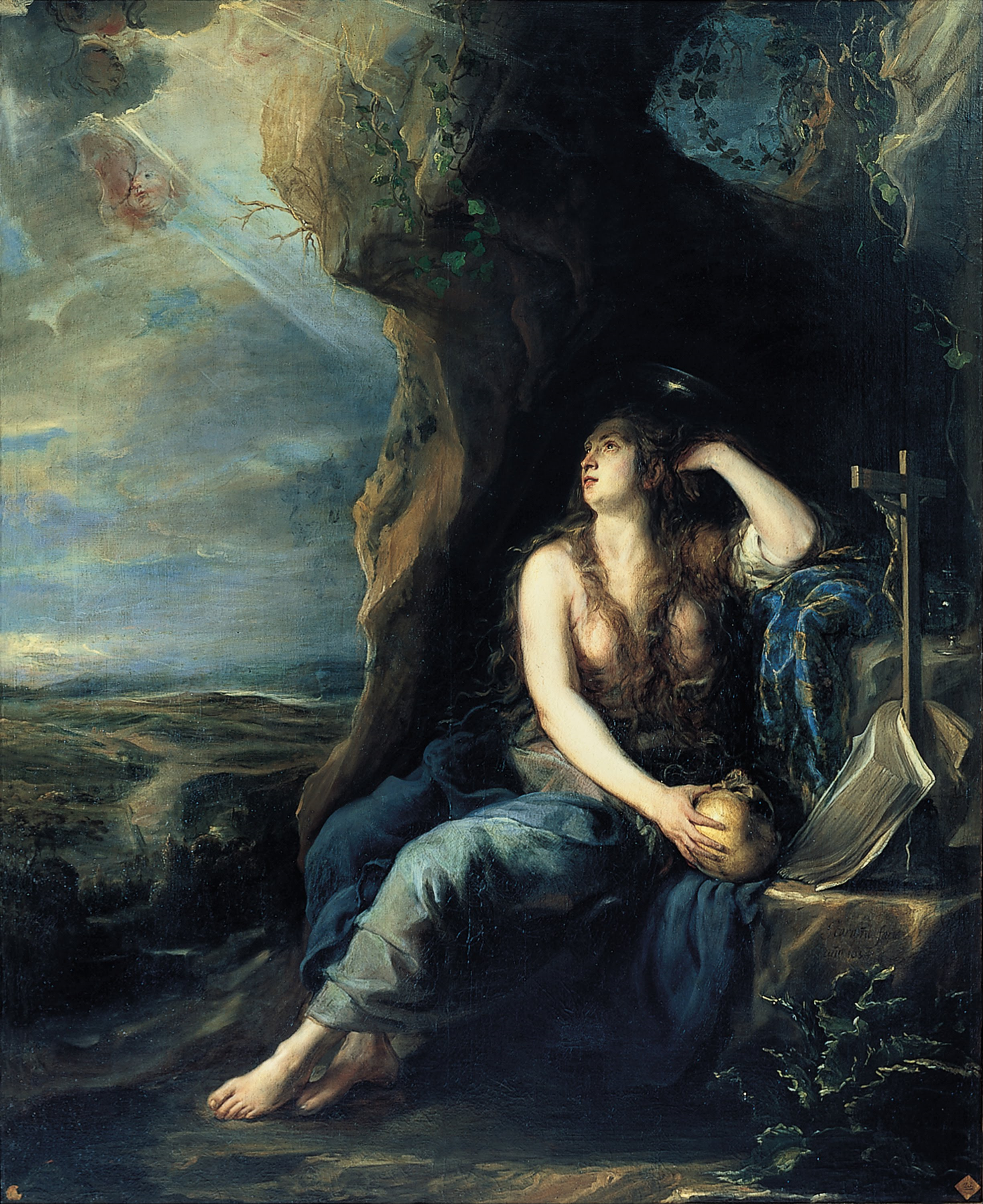
Кающаяся Мария Магдалина, Королевская академия изящных искусств Сан-Фернандо, Мадрид
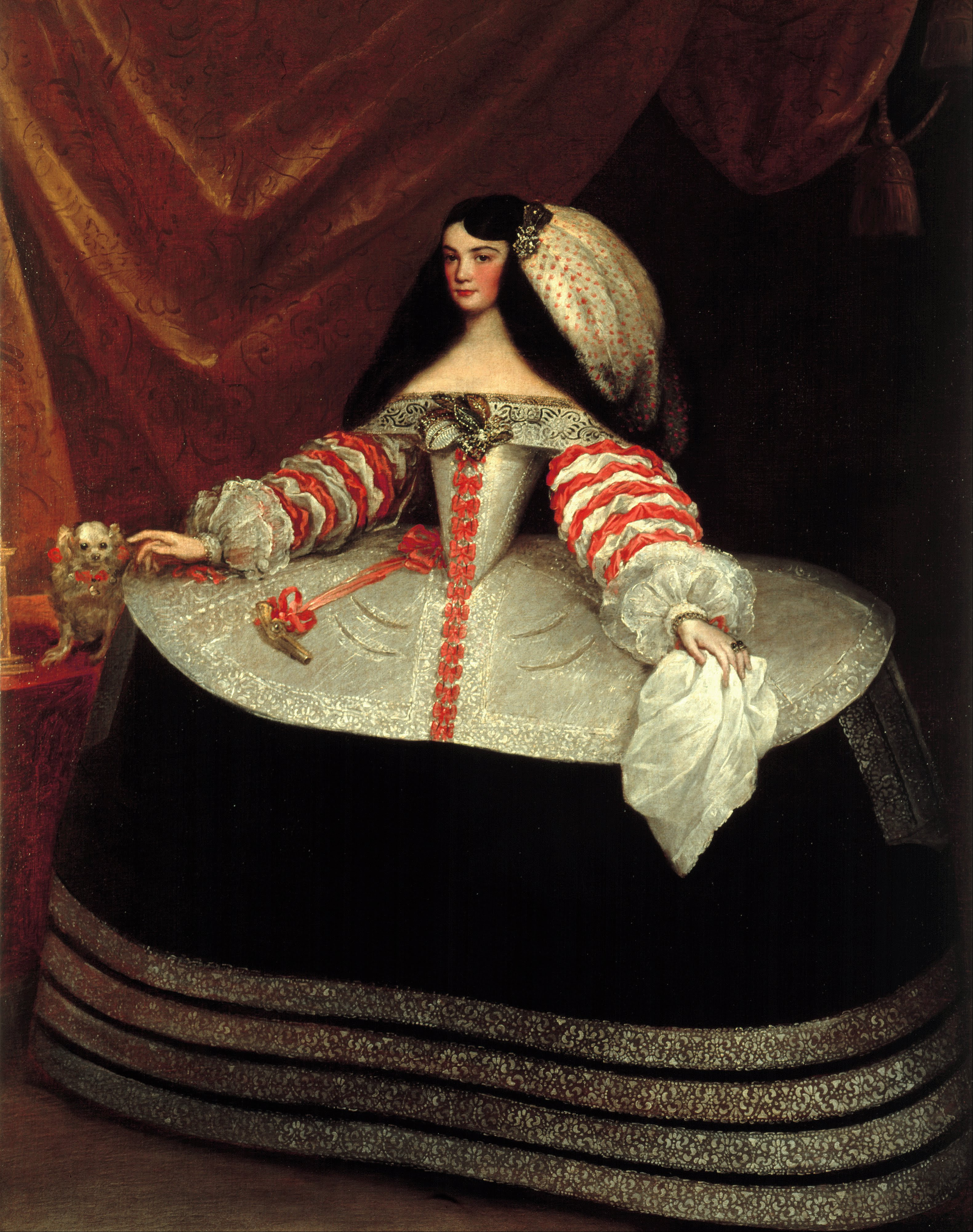
Портрет графини Монтеррей